# Djambala
Djambala è una città della Repubblica del Congo, capoluogo del dipartimento degli Altopiani e del distretto omonimo. Situata vicino alla Riserva di Léfini, Djambala aveva una popolazione di 24.734 abitanti nel 2023, data dell'ultimo censimento ufficiale del Paese.